# Кис-кис (группа)
«Кис-кис» — российская рок-группа, основанная в ноябре 2018 года в Санкт-Петербурге. Коллектив состоит из четырёх участников — барабанщицы Алины Олешевой, вокалистки Софьи Сомусевой, гитариста Юрия Заслонова и бас-гитариста Сергея Иванова.
Коллектив получил известность благодаря альбому «Юность в стиле панк», синглам «лбтд» и «молчи». Почти за два года существования в общей сложности было снято 10 видеоклипов. Клип «молчи» получил вирусную популярность, за счёт чего коллектив за первый год существования выступил на фестивале «Нашествие» и на передаче «Вечерний Ургант».

## История
Как говорили участники группы в интервью изданию The Flow, они познакомились в музыкальной школе. Участницы вдохновлялись группами Linkin Park, Slipknot, Korn, Papa Roach.
The Flow: — Вообще, это удивительно звучит — вы впервые увиделись и через полчаса решили создать группу.
Алина: Это не случилось за секунду. У нас были уже наработки, у нас есть музыканты, это коллективное творчество, оно не рождалось с щелчка. У всех в голове был какой-то запас музыки, идей, текстов, каких-то приколов, — все сложилось, как пазлик.
22 ноября 2018 года Кис-Кис выпустила клип «Трахаюсь», который сразу завирусился в сети.
22 марта 2019 года вышел дебютный альбом группы под названием «Юность в стиле панк».
15 апреля 2019 группа записала кавер-версию на песню Егора Летова «Харакири» на мотив песни группы Blur — «Song 2», по сути являющуюся адаптацией кавера того же трека группы Lumen.
18 апреля 2019 года состоялся первый большой концерт группы в Москве, а 20 апреля в Киевском клубе «Теплый ламповый».
13 сентября 2019 года «Кис-кис» выпустили дебютный мини-альбом «Магазин игрушек для взрослых» на лейбле Rhymes Music. Альбом состоит из пяти композиций, трек «лбтд» был ранее издан в виде сингла. Композиции «молчи» и «лбтд» получили экранизацию (музыкальный клип).

12 ноября 2019 года группа дала интервью Афише, в которой ясно выразила свою позицию о стереотипах про барабанщиц:
Афиша: Я так понимаю, Алина, вы нередко сталкивались со стереотипами по поводу барабанщиц.

Алина:Конечно. Первые пару лет я была вообще таким предметом для насмешки. Потому что если мужик-инвалид (к примеру) на барабанах занимается, им все равно — пусть занимается, он же учится. А если ты играешь недолго, а на репточках прозрачные двери, и собирается куча типов, которые снимают тебя на телефон, тыкают пальцем. На мужчин снисходительнее смотрят. А если девушка нормально не играет, то она же баба!
6 марта 2020 года группа выпустила макси-сингл под названием «Друзья», в который вошли три трека. Трек «весна» удостоился музыкального клипа.
31 марта 2020 года группа выпустила сингл «Карантин».
28 августа 2020 года группа дала интервью для Buro247, в котором затронулись темы сексизма, детства и нового грядущего альбома.
В сентябре 2020 года группа выпустила альбом под названием «Пир во время чумы», включающий в себя 10 треков. Треки «Не учи» и «Мелочь» были выпущены ранее в виде сингла («мелочь» стал саундтреком к сериалу «Водоворот»), а также оба получили экранизацию в виде клипа.
13 ноября того же года Кис-кис вместе с Anacondaz записали фит «Сядь мне на лицо», который позже вошёл в альбом Anacondaz — «Перезвони мне +79995771202».
12 февраля 2021 года рок-группа была объявлена победителем в номинации «Взлом» музыкальной премии «Чартова дюжина».
В апреле того же года группа выпускает макси-сингл «Клетка» и клип к одноимённой песне. Критики оценили альбом на 7 из 10 баллов.
В июне во второй раз выступают на шоу «Вечерний Ургант» с песней «Достало».
В 2022 году группа выступила против вторжения России на Украину, что привело к отмене концертов и попаданию в неформальный «список запрещенных артистов».
29 июля 2022 года издают третий студийный альбом «Как перестать беспокоиться и начать жить», предварительно выпустив синглы «отчим», «вебкам» и «когда я умру».
10 марта 2023 года вышел сборник из акустических версий песен «Ламповый альбом».
В том же году перепели песню «Ром» группы «Король и Шут» для сериала «Король и Шут»[значимость факта?].

## Состав
- Софья Сомусева — вокал.
- Алина Олешева — ударные.
- Юрий «Кокос» Заслонов — гитара.
- Сергей «Хмурый» Иванов — бас-гитара.

## Дискография

### Студийные альбомы
- «Юность в стиле панк» (2019)
- «Пир во время чумы» (2020)
- «Как перестать беспокоиться и начать жить» (2022)

### Мини-альбомы
- «Магазин игрушек для взрослых» (2019)
- «Возраст согласия» (2024)

### Синглы
- «Трахаюсь» (2018)
- «Фарш» (2018)
- «лбтд» (2019)
- «Подруга» (2019)
- «Кирилл» (2019)
- «Тиндер» (2019)
- «Друзья» (2020) — макси-сингл из трёх треков
- «Карантин» (2020)
- «Мелочь» (2020) — Саундтрек «Водоворот»
- «Не учи» (2020)
- «Слезы» (2020)
- «Клетка» (2021) — второй макси-сингл из трёх треков
- «Отчим» (2022)
- «вебкам» (2022)
- «когда я …?» (2022)
- «стокгольмский синдром» (2024)

### Гостевое участие
- Anacondaz — «Сядь мне на лицо» (2020)

### Участие в трибьютах
- Егор Летов и Гражданская Оборона — «Харакири» (в стиле Blur — «Song 2»).

### Аудиокниги
- «Письма до полуночи» (2020), роман Максима Сонина

### Сборники
- «Ламповый альбом» (2023)
- «Восьмибитки» (2024)

## Видеография
- «Трахаюсь» (2018)
- «Фарш» (2018)
- «Кирилл» (2019)
- «Подруга» (2019)
- «Тиндер» (2019)
- «Харакири» (2019)
- «лбтд» (2019)
- «Молчи» (2019)
- «Весна» (2020)
- «Мелочь» (2020) — Саундтрек «Водоворот»
- «Не учи» (2020)
- «Клетка» (2021)
- «Не надо» (2021)
- «Отчим» (2022)